# Richie Spice

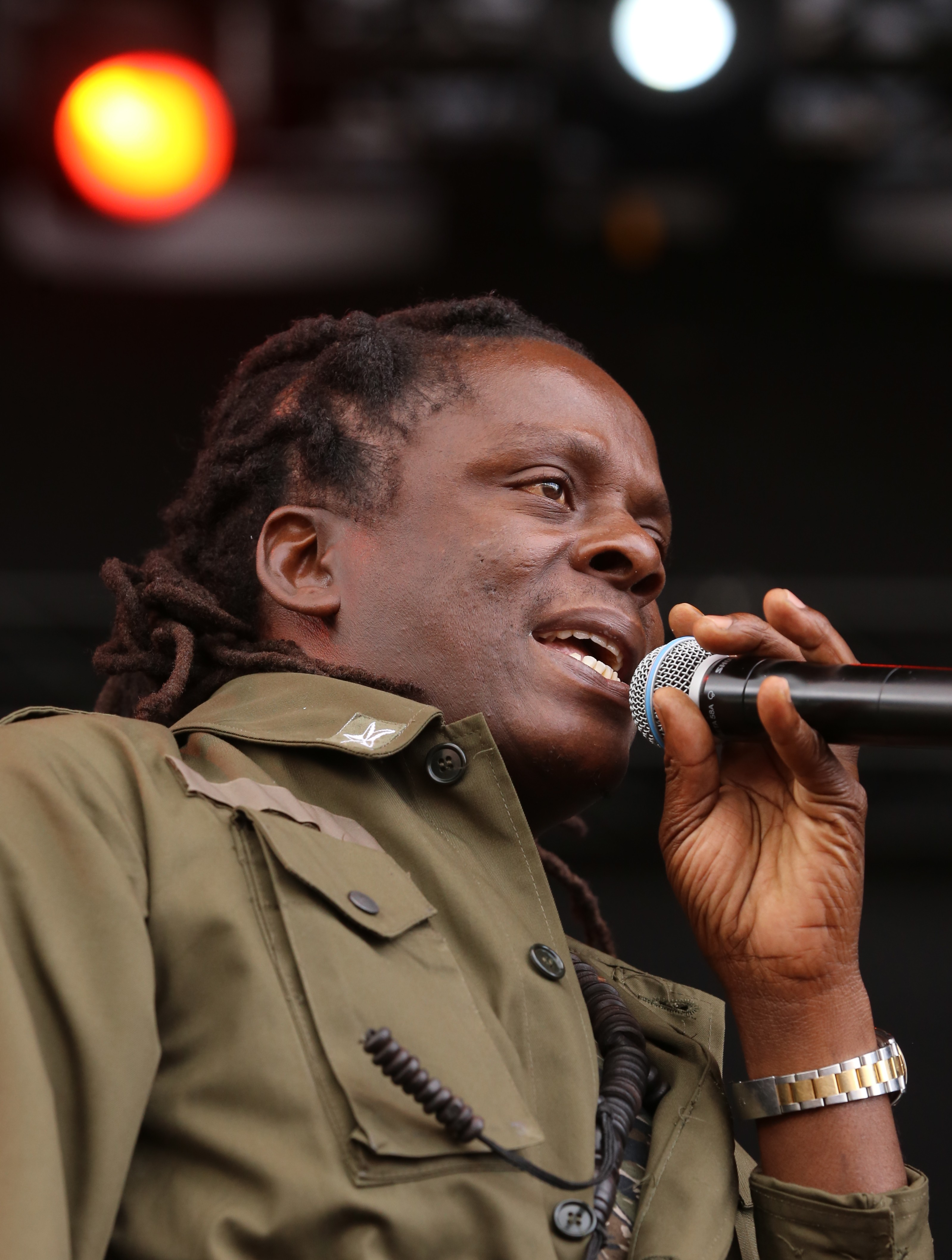
Richie Spice (2013)

Richie Spice, artiestennaam van Richell Bonner (Kingston, 8 september 1971) is een Jamaicaanse reggae-artiest.
Hij groeide op in een zeer muzikale familie met onder andere zijn broers Joseph (Spanner Banner) en Everton (Pliers). Spanner Banner scoorde midden jaren 90 een grote hit met het nummer “Life Goes On” en Pliers is bekend van het reggaeduo Chaka Demus & Pliers, van wie “Murder She Wrote” een wereldhit is.
Spanner Banner nam Richie Spice mee naar de opnamestudio’s, waar hij de enorme concurrentie in de reggaewereld heeft leren kennen. Destijds wilde Richie Spice best opnamen maken, maar hij was er nog niet klaar voor. Dit duurde totdat hij producent Clive Hunt ontmoette, met wie hij zijn eerste nummer “Living Ain’t Easy” opnam. In samenwerking met dezelfde producent brak Richie Spice door met het nummer “Grooving My Girl”. Deze nummers en onder andere het bekende “Earth A Run Red” werden later op het album “Universal” uitgebracht.
In de jaren die daarop volgden nam Richie Spice een aantal singles op en was hij regelmatig live op het podium te zien. Hij opende de optredens van Spanner Banner en Chaka Demus & Pliers, maar ook stond hij onder andere op het bekende Rebel Salute festival en verzorgde hij het voorprogramma van Rita Marley. Alles leek hem voor de wind te gaan maar er ontbrak één belangrijke factor: een goed ondersteunende platenmaatschappij. Het bleef daarom moeilijk om op dat moment door te dringen in de verzadigde reggaemarkt.
Dankzij reggaezanger Chuck Fenda maakte hij kennis met de (jonge) platenmaatschappij Fifth Element Records. Platenbaas Devon Wheatley was (is) uitermate te spreken over Richie Spice. “Het komt maar zelden voor dat je een zanger tegenkomt die uitermate getalenteerd is, zijn eigen nummers schrijft en gedisciplineerd te werk gaat” aldus Wheatley. Reden genoeg voor Fifth Element om “Earth A Run Red” bij de Jamaicaanse radiostations te promoten en een videoclip voor het nummer op te nemen, die vervolgens op de lokale zenders werd uitgezonden. Het nummer begon de hitlijsten te beklimmen en het werd uiteindelijk een van de succesvolste songs van dat jaar.
In november 2004 bracht Fifth Element Records het album “Spice In Your Life” uit. De New York Times riep het album uit tot een van de beste reggae-albums uit voor dat jaar. De Los Angeles Times deed er nog een schepje bovenop door het album in de Top 10 voor 2004 te zetten, ongeacht het muziekgenre. De Jamaicaanse krant The Jamaica Observer bekroonde Richie Spice met de titel “Artiest en zanger van het jaar”. De laatste albums van Richie Spice zijn onder andere “Toe 2 Toe” (met Jah Cure), “The Perfect Balance” (met Turbulence) en “In The Streets of Africa” “Motherland Africa”. Het nieuwste album van Richie Spice heet Gideon Booth (met Gentleman).
Leuk om te weten dat Richie Spice met Alison Hinds van de soca formatie Square One een single heeft opgenomen: King And Queen. Deze song staat op de hitlijsten van de Surinaamse radiostations Sky Radio en Radio 10.
- Bibliothèque nationale de France: cb146028593 (data)
- Gemeinsame Normdatei: 135418860
- International Standard Name Identifier: 0000 0000 0335 5182
- Library of Congress Control Number: n2011070873
- MusicBrainz: 5f46f4df-d931-4455-8ff4-d71a7f1ee4c8
- Système universitaire de documentation: 084290277
- Virtual International Authority File: 37166468